# Puente Eshima Ohashi
El puente Eshima Ohashi (江島大橋 Eshima Ōhashi?) es un puente de carretera de Japón que conecta la ciudad de Matsue, en la prefectura de Shimane, y Sakaiminato, en la prefectura de Tottori sobre el lago Nakaumi. Fue construido entre 1997 y 2004 y es el puente de estructura rígida mayor de Japón y el tercero más grande del mundo. Las imágenes del puente han circulado ampliamente debido a su naturaleza aparentemente empinada cuando se fotografían desde la distancia con un teleobjetivo, pero en realidad, tiene una pendiente menos pronunciada, del 6,1 % en el lado de Shimane y del 5,1 % en el lado de Tottori.

## Características

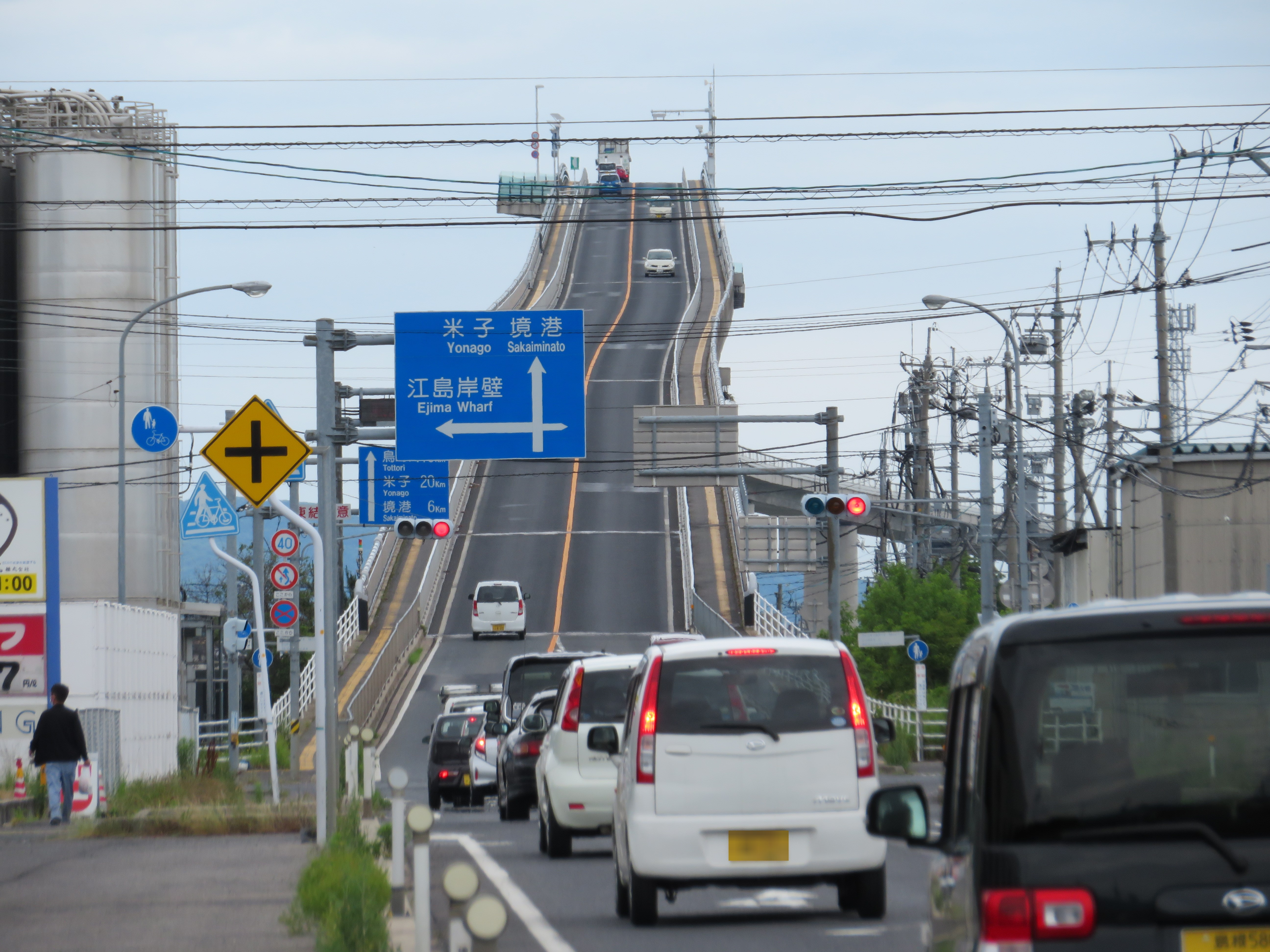
Fotografía de la pendiente con distorsión de la perspectiva.

Cuenta con una altura de 44 metros, una anchura de 11,3 m y una longitud de 1,7 kilómetros, por lo que es el puente rígido más largo del país y el tercero a nivel mundial. Su máxima altura tiene la finalidad de permitir el paso de buques por debajo de la estructura. Los encargados del proyecto antepusieron este tipo de puente antes de un puente levadizo para evitar el corte de tráfico y así mejorar su fluidez.
Su característica pendiente ha convertido al puente en una atracción turística. Sin embargo, un efecto óptico es el causante de la visión de una rampa más pronunciada. Los conductores, tras transitar por el puente, han reconocido que «la experiencia es menos traumática de lo que presuponían a simple vista». Al principio del recorrido se encuentran señales que indican la necesidad de prestar mayor atención al sistema de frenos especialmente en la bajada.